# Goggia hexapora
Espèce
Synonymes
- Phyllodactylus hexaporus Branch, Bauer & Good, 1995

Statut de conservation UICN

 LC  : Préoccupation mineure
Goggia hexapora est une espèce de geckos de la famille des Gekkonidae.

## Répartition
Cette espèce est endémique d'Afrique du Sud. Elle se rencontre au Cap-Occidental et au Cap-du-Nord.

## Publication originale
- Branch, Bauer & Good, 1995 : Species limits in the Phyllodactylus lineatus complex (Reptilia: Gekkonidae), with the elevation of two taxa to specific status and the description of two new species. Journal of the Herpetological Association of Africa, Stellenbosch, vol. 44, n. 2, p. 33-54.